# Sandnes
Sandnes è un comune e una città della contea di Rogaland, in Norvegia. Ha ricevuto lo status di città nel 1860.
Nel 2020 è stato incorporato a Sandnes l'ex comune di Forsand.

## Geografia fisica
La città è situata 15 km a sud di Stavanger e grazie alla forte espansione edilizia, le città formano ormai un unico centro urbano. Sandnes è bagnata dal Gandsfjorden che termina a nordovest nel Mare di Norvegia.

## Monumenti e luoghi d'interesse
- Preikestolen, pulpito di roccia, una falesia di granito alta 604 metri e che termina a strapiombo sul Lysefjord, di fronte al Kjeragbolten.

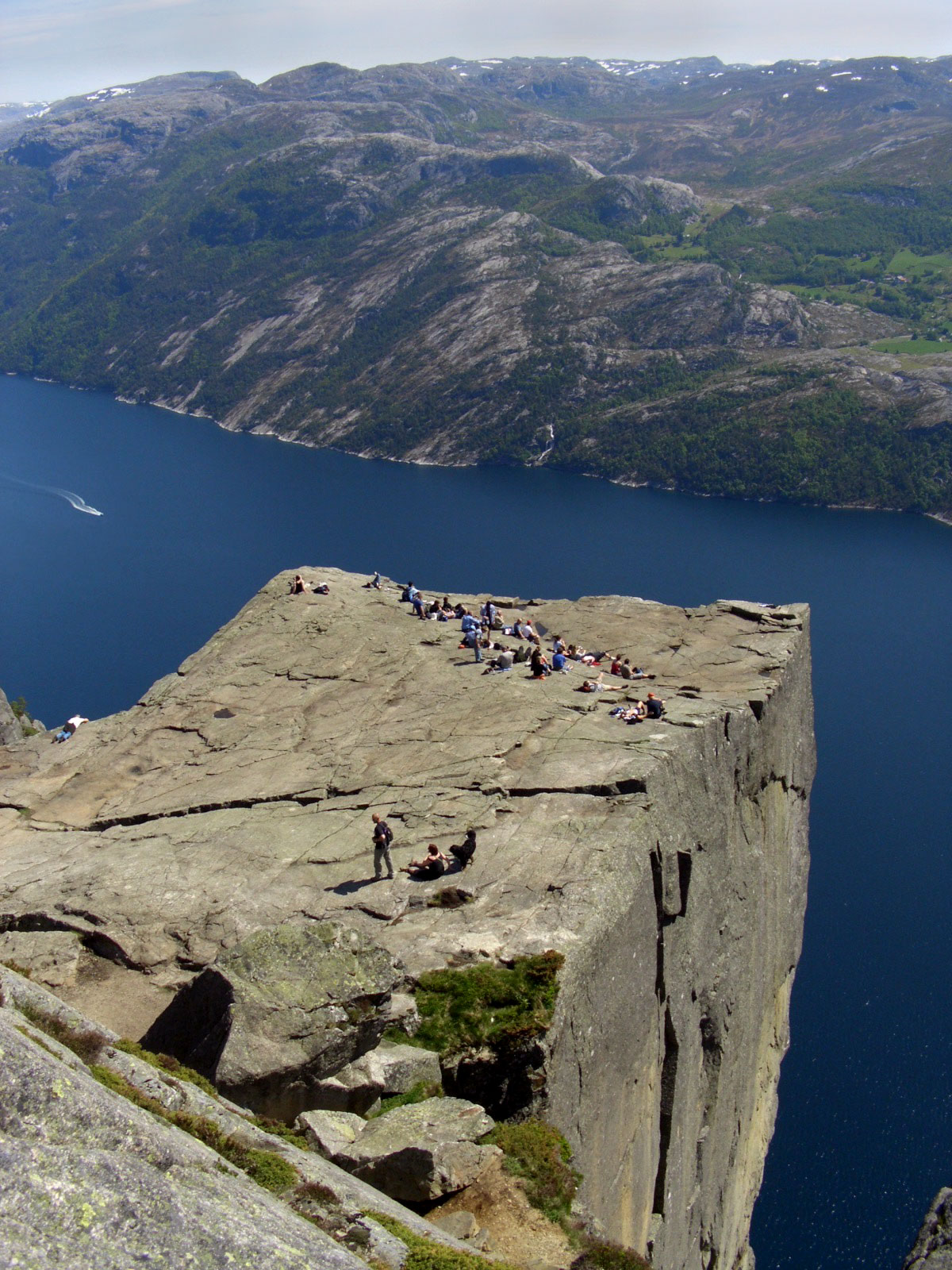
Preikestolen

## Storia
Nella zona di Sandnes sono state trovate tracce umane vecchie di ben 7 000 anni ma è solo nel 1664 che si trovano tracce concrete del fatto che la zona fosse popolata. Nel 1860 Sandnes si costituisce comune e riceve lo status di città. Crebbe poi rapitamente con l'industria di laterizi. In un periodo più recente Sandnes diventa la sede di molte industrie tessili, tra cui la catena norvegese di abbigliamento "Cubus". Ultimamente la città ha acquistato importanza nell'industria informatica del petrolio oltre che ad essere diventata un centro per gli affari.

## Sport

### Calcio
La squadra principale della città è il Sandnes Ulf.

### Football americano
Sandnes ha avuto diverse squadre di football americano:
- i Sandnes Oilers
- i Ganddal Giants, tre volte campioni della Sørlandets football liga
- i Lura Bulls, vintcitori di un titolo nazionale.

### Atletica
I tre fratelli Ingebrigtsen (Henrik, Filip e Jakob), tutti professionisti nel mezzofondo e vincitori di medaglie ai mondiali ed agli europei di atletica, sono originari della città.